# Iringshofen
Iringshofen (westallgäuerisch: Ilingshofə; veraltet: Irlingshofen) ist ein Gemeindeteil der bayerisch-schwäbischen Gemeinde Stiefenhofen im Landkreis Lindau (Bodensee).

## Geographie
Die Einöde liegt circa 2,5 Kilometer südwestlich des Hauptorts Stiefenhofen und zählt zur Region Westallgäu.

## Ortsname
Der Ortsname setzt sich aus dem Personennamen Iring sowie dem Grundwort -hofen zusammen und bedeutet in etwa Hof/Höfe des Iring.

## Geschichte
Iringshofen wurde erstmals im Jahr 1404 als Iringshoven urkundlich erwähnt. Im Jahr 1808 wurden fünf Wohnhäuser im Ort gezählt.